# Jérôme Éyana
Jérôme Éyana (né le 5 juillet 1977 à Paris) est un athlète français, spécialiste du sprint.

## Biographie
Il participe aux Jeux olympiques de 2000, à Sydney, et permet à l'équipe de France d'accéder en finale du relais 4 × 100 m. En 2002, il se classe quatrième du 4 × 100 m des championnats d'Europe de Munich, en compagnie de David Patros, Aimé-Issa Nthépé et Ronald Pognon, dans le temps de 38 s 97.
Lors des championnats du monde en salle de 2003, à Birmingham, Jérôme Éyana se classe sixième de la finale du 60 mètres en égalant son record personnel de 6 s 64. 
En 2005, il remporte la médaille d'argent du 4 × 100 m des Jeux de la Francophonie.

### Palmarès
| Date | Compétition                    | Lieu       | Résultat | Épreuve   | Performance |
| ---- | ------------------------------ | ---------- | -------- | --------- | ----------- |
| 2000 | Jeux olympiques                | Sydney     | 5e       | 4 × 100 m | —           |
| 2002 | Championnats d'Europe          | Munich     | 4e       | 4 × 100 m | 38 s 97     |
| 2003 | Championnats du monde en salle | Birmingham | 6e       | 60 m      | 6 s 64      |

### Records
| Épreuve | Performance | Lieu  | Date         |
| ------- | ----------- | ----- | ------------ |
| 100 m   | 10 s 25     | Pékin | 27 août 2001 |